# عمر برکان الغلا
عمر برکان الغلا (زاده ۲۳ سپتامبر ۱۹۸۹) بازیگر، مدل، عکاس، شاعر، سفیر سامسونگ، و کار آفرین اهل عراق است. او در سال ۲۰۱۳ از جشنواره جنادریه در عربستان سعودی به علت «زیبایی و جذابیت خاص و بیش از اندازه» به دستور پلیس مذهبی آن کشور اخراج شد. او در سال ۲۰۱۳ به عنوان بیشترین شخصیت جستجو شده در رسانه‌های اجتماعی و جزو جنجالی‌ترین چهره‌های عرب شناخته شده‌است.

## زندگی نامه
عمر برکان الغلا در ۲۳ سپتامبر ۱۹۸۹ در بغدادپایتخت عراق در خانواده ای با اصالت عرب و مسلمان سنی مذهب به دنیا آمد. در سال ۲۰۱۳ پس از آنکه گزارش شد که وی به علت «بسیار خوش تیپ بودن» از عربستان اخراج شده، مشهور شد. این حادثه در طول جشنواره فرهنگی جندریه در ریاض رخ داد که در آن الغلا به علاوه دو مدل مرد دیگر روی یک غرفه تبلیغاتی کار می‌کردند. الغلا در مصاحبه ای در ژانویه سال ۲۰۱۵ گفت که در این جشنواره، برخی از دختران او را از برخی کارهای مدلینگ که او انجام داده بود، شناختند و آنها برای گرفتن امضا و عکس جمع شده بودند و پس از آن جمعیت پیرامون آنها زیاد شد. الغلا گفت که «پلیس دینی آن را دوست نداشت» و «آنها آمدند و مودبانه از من خواستند که جشنواره را ترک کنم.» به گفته یک افسر پلیس، «اعضای کمیسیون ارتقاء فضیلت و پیشگیری از رذیله‌ها از این نگران بودند که بازدید کنندگان زن عاشق آنها شوند.» بعداً، نمایندگان امارات متحده عربی بیانیه‌ای صادر کردند که در آن توضیح می‌داد که هرگز از برکان و دو مدل دیگر خواسته نشده‌است که کشور را ترک کنند، فقط ترک جشنواره از آنها خواسته شده بود که این هیچ ارتباطی با «بسیار خوش تیپ بودن» ندارد و مربوط به حضور غیرمنتظره در موضع مردان، اتفاقی که باعث برهم زدن عرف آن کشور مبنی بر عدم رابطه با مردانی که از خانواده آنها نیستند، شد. آنها همچنین اعلام کردند که الغلا در این مراسم رقصهای «نامتعارف» داشته‌است.
این واقعه پس از انتشار عکس‌هایی از الغلا از طریق رسانه‌های اجتماعی به یکی از همه‌گیرترین داستان‌های اینترنتی تبدیل شد و از وی دعوت شد تا در برنامه‌های مختلف تلویزیونی مصاحبه کند و بر جلد مجله‌های مختلف ظاهر شود، که مطبوعات بین‌المللی او را به عنوان "خوش تیپ‌ترین مرد عرب جهان "یا "خوش تیپ‌ترین مرد جهان " ارائه می‌کردند. صفحه فیسبوک وی پس از وقوع خبر اخراج وی به بیش از یک میلیون میلیون دنبال کننده رسید. در نتیجه، الغلا به یک تور رفت که وی را به مکزیک، شیلی و اکوادور در آمریکای لاتین برد. او تاکنون بخاطر این حادثه، به کشورهای زیادی نظیر شیلی، اکوادور، مکزیک، برزیل، هند، بریتانیا، آمریکا، کانادا، تایلند، هنگ کنگ و فرانسه سفر کرده‌است. او در حال حاضر در شهر دبی، امارات متحده عربی زندگی می‌کند.

## زندگی شخصی
الغلا زادهٔ بغداد، عراق است اما در دبی، امارات متحده عربی بزرگ شده‌است. او دانش آموز مدرسه دولتی ابو عبیده آهجارا در دبی بود و همچنین دانشجوی مؤسسه بین‌المللی مدیریت هتل‌ها دانشکده‌های اجرایی بود، جایی که در رشته مدیریت هتل تحصیل کرد. وی از سال ۲۰۱۵ با یاسمین عویضه ازدواج کرد که از او یک پسر به نام دیاب دارد. وی شاعر هنرپیشه عکاس کار آفرین مدلینگ و سفیر سامسونگ در آمریکای لاتین است در مقطعی پس از بدست آوردن شهرت در سال ۲۰۱۳، وی به ونکوور کانادا نقل مکان کرد.
اما در حال حاضر در شهر دبی امارات متحده عربی زندگی می‌کند.